# Haiselscher

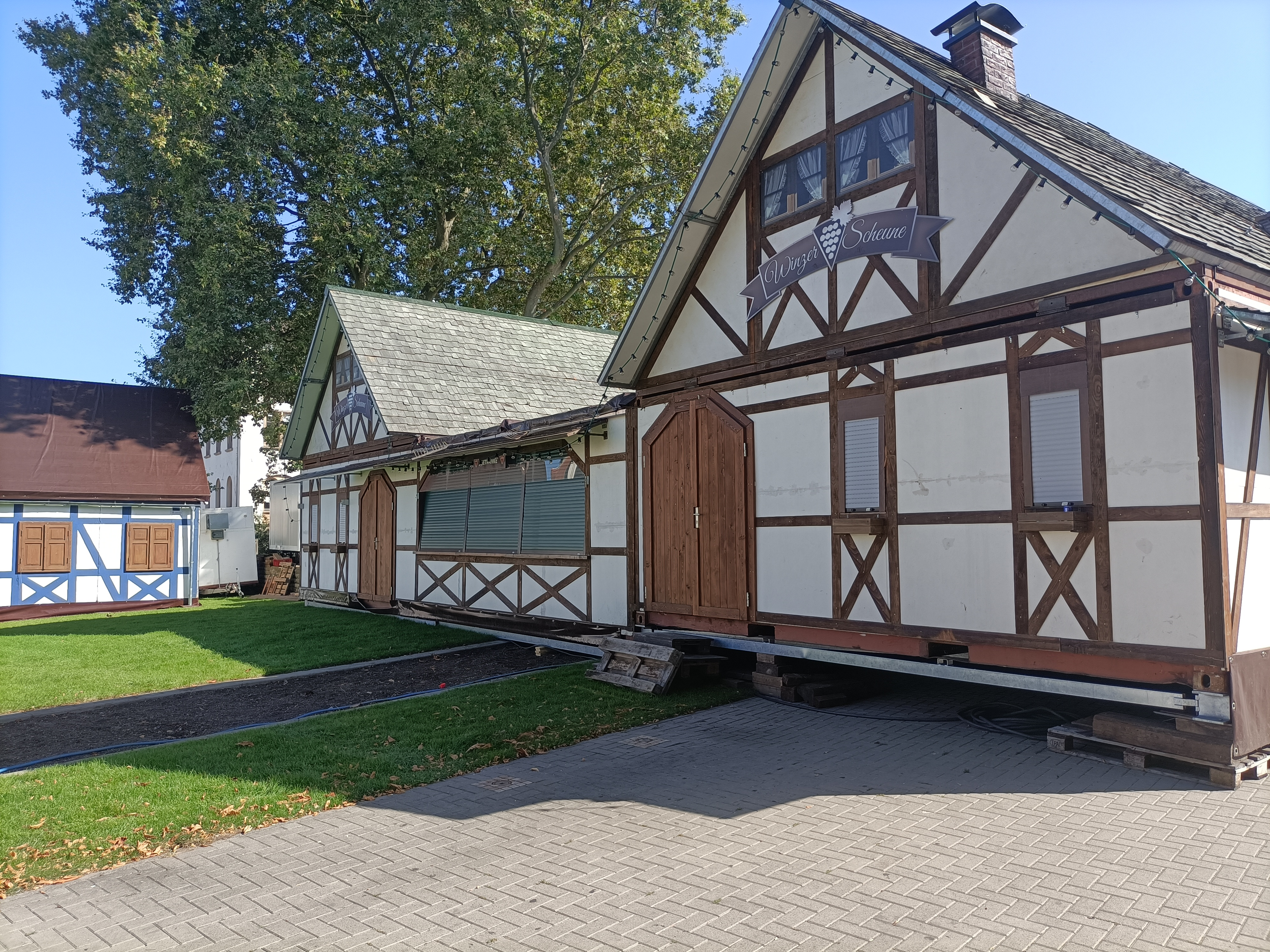
Zwei „Haiselscher“

Der pfälzische Dialektausdruck die Haiselscher bezeichnete anfangs nur die kleinen Weinstuben in Fachwerkoptik, die alljährlich zwischen dem letzten Freitag im September und dem zweiten Sonntag im Oktober als Weindorf auf dem Bahnhofsvorplatz von Neustadt an der Weinstraße (Rheinland-Pfalz) aufgestellt sind. Im Zusammenhang mit dem Deutschen Weinlesefest laden sie schon eine Woche vor Beginn dieses zweitgrößten deutschen Weinfests zur Einkehr ein.
Mittlerweile wird die Bezeichnung Haiselscher nicht mehr allein für die Örtlichkeit, sondern auch für das Vor- und Begleitfest selbst verwendet, das ursprünglich keinen eigenen Namen hatte.

## Name
Die Haiselscher ist der pfälzische Plural für hochdeutsch die Häuschen. Genau genommen handelt es sich sogar um einen doppelten Diminutiv, wie er typischerweise im Pfälzischen häufig vorkommt; wörtlich ins Hochdeutsche übertragen entstünde die geschraubte Form die Häusleinchen. Der pfälzische Singular lautet ’s Haisel – das Häuslein.

## Geschichte
Bis 1940, in den Zweiten Weltkrieg hinein, wurde auf dem Neustadter Bahnhofsvorplatz während des Deutschen Weinlesefestes in kleinen hölzernen Ständen Wein ausgeschenkt. Anlässlich des als Jahrhundertwein eingestuften Jahrgangs 1959 entwickelte der örtliche Verein Die Feucht-Fröhlichen Neustadter (FFN) die Idee, den bisherigen Ausschankstand des Vereins auf dem Bahnhofsvorplatz ab dem Deutschen Weinlesefest 1960 durch ein Winzerhaus zu ersetzen. Ohne die heute verwendeten Fertigmodule nahm der Aufbau durch ehrenamtliche Helfer ein halbes Jahr von März 1960 an in Anspruch. An 60 Tagen wurden insgesamt 3100 Arbeitsstunden geleistet und das Holz zweier abgerissener städtischer Baracken verbaut. Die Finanzierung kostete etwa 5500 DM, was nach heutiger Kaufkraft rund 15.323 Euro entspricht. Das 1960 erstmals betriebene Winzerhaus der FFN wurde von den Besuchern umgehend Haisel genannt und erhielt bereits im gleichen Jahr Gesellschaft von zwei weiteren ähnlichen Bauwerken.

## Eigenschaften

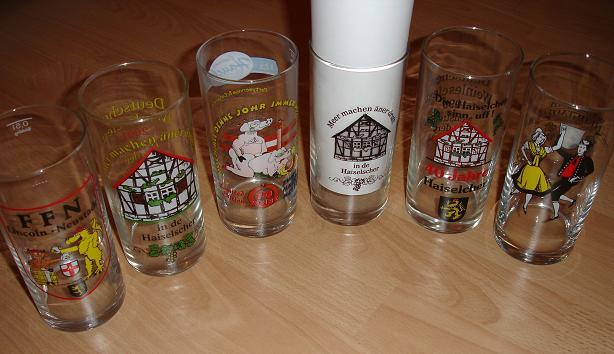
In den Haiselscher verwendete Pfälzer Schoppenmotive (2006)

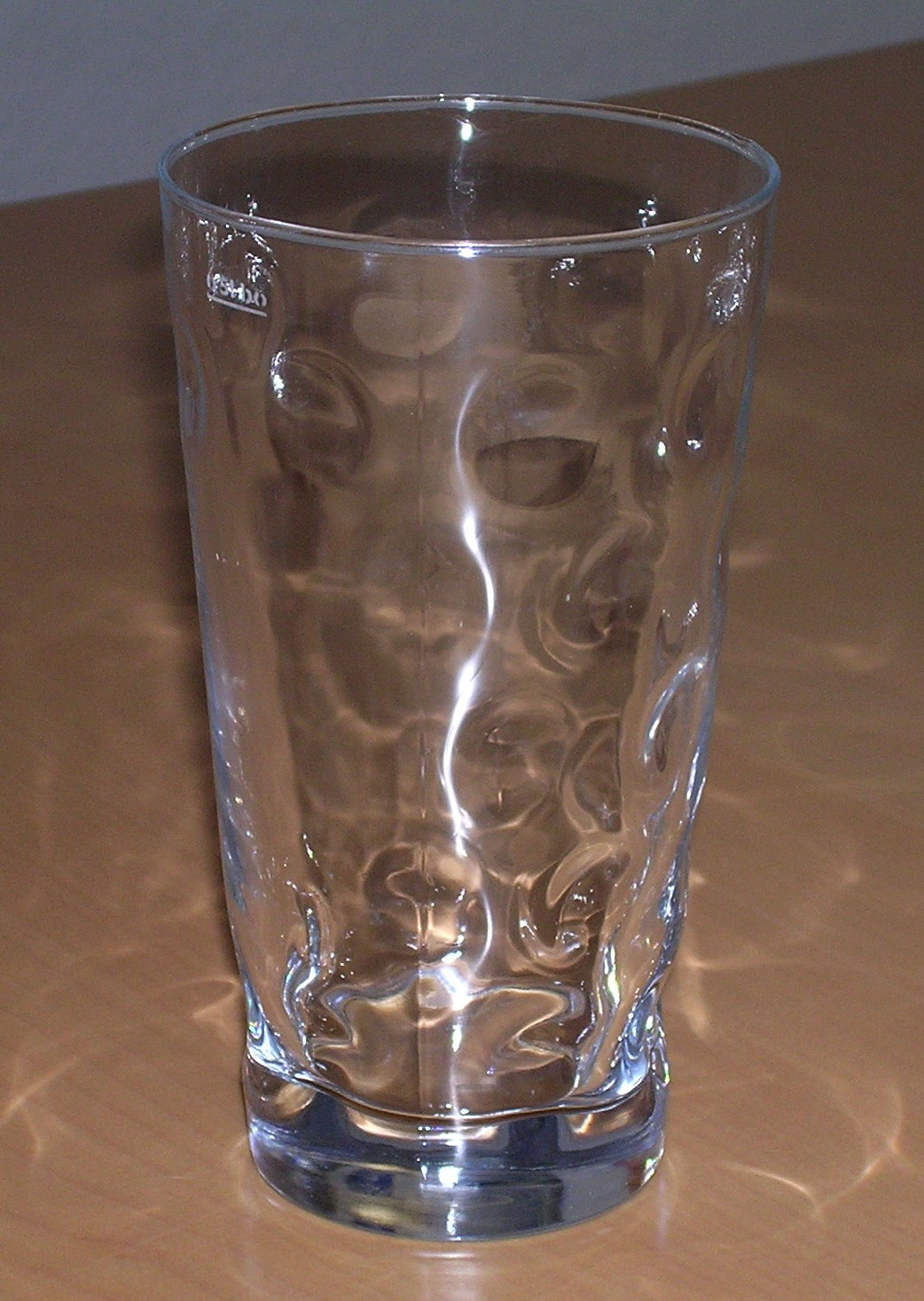
Dubbeglas

Die Haiselscher sind ein Fest, das in erster Linie dem Essen und Trinken dient. Die Haiselscher-Wirte rekrutieren sich weitgehend aus den Reihen der Neustadter Vereine. Sie bieten Pfälzer Spezialitäten wie Zwiebelkuchen, Saumagen, „Läwwerknepp“, Bratwurst oder Kesselfleisch an, vor allem aber den Neuen Wein. Dieser wird vorwiegend als Federweißer getrunken und als echter Schoppen im Halbliterglas ausgeschenkt. Während dies bei anderen Festen der Region meist im bekannten Pfälzer Dubbeglas („Tupfenglas“) geschieht, wird in den Haiselscher überwiegend, aber nicht ausschließlich die zylindrische Form des Pfälzer Schoppenglases verwendet.
Neben Essen und Trinken werden im Weindorf auch Musik und Unterhaltung angeboten; auf der Programmbühne präsentiert ein Rundfunksender mit zahlreichen Solokünstlern und Gruppen ein vielfältiges Bühnenprogramm.
Die Haiselscher profitieren von ihrer zentralen Lage am Hauptbahnhof. Dies bedeutet zum einen leichte Erreichbarkeit, zum anderen führt das Fehlen einer Wohnbebauung rings um den Bahnhofsvorplatz dazu, dass es nicht zu Störungen von Anwohnern durch den Festbetrieb kommt. Beim ersten Aufbau 1960 hatte freilich, nachdem ein Anzeiger die FFN wegen „Störung des Feiertagsfriedens“ gemeldet hatte, die Polizei noch dafür gesorgt, dass die Aufbauarbeiten am Feiertag Christi Himmelfahrt unterbrochen wurden.

## Betreiber
Derzeit (Stand 2022) gibt es folgende Haiselscher und Betreiber:
1. „Zum Hauckemetzger“ – Andreas Sauer
2. Feucht-Fröhliche Neustadter – Werner Maas
3. Weinhaus Feuerwehr – Mario Di Noi
4. Mörschel’s Woihaisel – Mario Weil
5. Winzer-Scheune – Patric Forlani
6. Karnevalverein Neustadt 1840 e. V. – Edwin Hartmann